# Vain Glory Opera
Vain Glory Opera är det tyska power metal-bandet Edguys tredje studioalbum, utgivet i januari 1998 på AFM Records och i Japan på Victor i mars samma år.
Skivan gästades av Hansi Kürsch (Blind Guardian) och Timo Tolkki (Stratovarius). Den senare mixade också albumet.
Då bandet vid inspelningstillfället inte hade någon fast trummis engagerades Frank Lindenthal som sessionmusiker. Felix Bohnke står som medlem i konvolutet men spelar inte på albumet.

## Låtlista
1. "Overture" – 1:31
2. "Until We Rise Again" – 4:28
3. "How Many Miles" – 5:39
4. "Scarlet Rose" – 5:10
5. "Out of Control" – 5:04
6. "Vain Glory Opera" – 6:08
7. "Fairytale" – 5:11
8. "Walk On Fighting" – 4:46
9. "Tomorrow" – 3:53
10. "No More Foolin'" – 4:55
11. "Hymn" (Ultravox-cover) – 4:53

## Medverkande
Musiker
- Tobias Sammet – sång, basgitarr, keyboard
- Jens Ludwig – leadgitarr
- Dirk Sauer – rytmgitarr

Bidragande musiker
- Andy Allendörfer – körsång
- Ralf Zdiarstek – körsång
- Norman Meiritz – körsång
- Hansi Kürsch – sång
- Timo Tolkki – gitarr, tamburin
- Frank Lindenthal – trummor

Produktion
- Andy Allendörfer – exekutiv producent
- Nils Wasko – exekutiv producent
- Norman Meiritz – inspelningstekniker
- Timo Tolkki – mixning
- Mika Jussila – mastering
- Bernd Steinwedel – remastering
- Adrian Maleska – omslagskonst, layout